# Street Sounds Electro 2
Street Sounds Electro 2 er det andet opsamlingsalbum i en serie og blev udgivet i 1983 af StreetSounds. Albummet udkom som LP-plade og kassettebånd og består af syv electro og old school hip hop numre mixet af Herbie Laidley.

## Sporliste
| 1. | "Two, Three, Break" | The B Boys | 5:01 |
| 2. | "Cuttin' Herbie"    | The B Boys | 4:36 |
| 3. | "On The Upside"     | Xena       | 5:53 |
| 4. | "Al-Naafiysh"       | Hashim     | 6:06 |

| 1. | "Beat Bop"                        | Rammellzee vs. K-Rob                         | 10:10 |
| 2. | "B Boys Beware (Club Mix)"        | Two Sisters featuring Emcee Popper G.L.O.B.E | 5:50  |
| 3. | "White Lines (Don't Don't Do It)" | Grandmaster Flash & Melle Mel                | 7:33  |